# 伯盧謝尼鄉
47°40′N 26°48′E / 47.667°N 26.800°E
伯盧謝尼鄉（羅馬尼亞語：Comuna Bălușeni, Botoșani），是羅馬尼亞的鄉份，位於該國東北部，由博托沙尼縣負責管轄，面積73平方公里，海拔高度130米，2007年人口5,055，人口密度每平方公里69人。